# Karl Shuker
Karl P. N. Shuker (* 1959) ist ein britischer Zoologe. 

## Leben und Wirken
Er studierte Zoologie an der University of Leeds und Zoologie plus Physiologie an der University of Birmingham. Er ist  Mitglied der Zoological Society of London, der Royal Entomological Society of London und des britischen Schriftstellerverbandes. Shuker hat dreizehn Bücher veröffentlicht; er ist auch Berater für das Guinness-Buch der Rekorde.
In seinen Schriften und Forschungen war Shuker der erste Kryptozoologe, der über Kryptiden schrieb, die vorher wenig bekannt waren, wie das gambische Meeresungeheuer Gambo, das Waheela aus der kanadischen Arktis, den mongolischen „Todeswurm“ Allghoi Khorkhoi und viele andere, darunter auch wissenschaftlich beschriebene Tiere wie die Kalmargattung Magnapinna, von der noch kein ausgewachsenes Exemplar gefangen wurde. Außerdem ist er der zoologische Berater für die Guinness-Weltrekorde. Eine Art von Korsetttierchen (Loricifera), Pliciloricus shukeri, wurde 2005 nach ihm benannt.
Shuker arbeitet als freiberuflicher Vollzeitautor und Berater und tritt häufig in Rundfunk und Fernsehen auf.

## Bücher
- Mystery Cats of the World (1989)
- Extraordinary Animals Worldwide (1991)
- The Lost Ark: New and Rediscovered Animals of the 20th Century (1993)
- Dragons: A Natural History (1995); Deutsch Drachen. Mythologie, Symbolik, Geschichte (2006)
- In Search of Prehistoric Survivors (1995)
- The Unexplained, (1996); Deutsch Weltatlas der rätselhaften Phänomene (2001)
- From Flying Toads To Snakes With Wings (1997)
- Mysteries of Planet Earth (1999)
- The Hidden Powers of Animals (2001)
- The New Zoo: New and Rediscovered Animals of the Twentieth Century (2002)
- The Beasts That Hide From Man (2003)
- Extraordinary Animals Revisited (2007)
- Dr Shuker's Casebook (2008)
- Cats of Magic, Mythology and Mystery (2012)

## Berater
- Man and Beast (1993)
- Secrets of the Natural World (1993)
- Almanac of the Uncanny (1995)
- The Guinness Book of Records/Guinness World Records (seit 1997)
- Mysteries of the Deep (1998)
- Guinness Amazing Future (1999)
- The Earth (2000)
- Monsters (2001)
- Chambers Dictionary of the Unexplained (2007)